# John Eldon Gorst
John Eldon Gorst, född den 24 maj 1835 i Preston, död den 4 april 1916, var en brittisk jurist (Queen's counsel) och politiker (inom tory). Han var far till sir Eldon Gorst.
Gorst innehade 1860-63 ämbeten på Nya Zeeland men återvände vid maoriupproret 1863 till Storbritannien. Han blev sedan advokat och satt i underhuset 1866-68 samt 1875-1905. Som konservativ i Benjamin Disraelis anda anslöt han sig senare till det Fjärde partiet och Primrose League. Han innehade i Salisburys tre regeringar en mängd uppdrag 1885-86, 1886-92 och 1895-1902. Som ivrig frihandlare övergick Gorst 1910 till det liberala partiet.